# 표범도마뱀붙이과
표범도마뱀붙이과(Eublepharidae)는 뱀목 도마뱀붙이하목에 속하는 파충류 과이다. 6개 속에 30여 종으로 이루어져 있다. 아시아와 아프리카, 북아메리카에서 발견된다. 표범도마뱀붙이(Eublepharis macularius)는 반려동물로 인기가 있다.

## 하위 속
- Aeluroscalabotes
- Coleonyx
- Eublepharis
- Goniurosaurus
- Hemitheconyx
- Holodactylus